# Tentativa de golpe de Estado na Colômbia em 1944
A tentativa de golpe de Estado de 1944, comumente conhecida como Golpe de Pasto, foi uma tomada de poder que durou algumas horas e foi articulada por um grupo de militares na Colômbia. Aconteceu no dia 10 de julho de 1944 na cidade de Pasto (daí o seu nome mais popular).
O evento significou a remoção temporária do poder do presidente liberal Alfonso López Pumarejo, que renunciaria ao cargo por diferentes motivos um ano depois.

## Antecedentes
O presidente Alfonso López Pumarejo viajou a Pasto em 8 de julho de 1944 para presenciar manobras militares na região. Naquela época, pairavam rumores de uma conspiração pelo país e a viagem de López buscava silenciar esses rumores.
Sua chegada à cidade ocorreu na noite do dia 9, porém o mandatário foi recebido com hostilidade pelos militares e reservistas ali baseados. O governador de Nariño, Manuel María Montenegro, informou o Presidente López da atitude irascível dos jovens soldados e ordenou o aquartelamento da polícia, motivo pelo qual foi cancelada a respectiva cerimônia de recepção.

## O golpe
Na madrugada do dia 10 de julho, homens sob o comando do Coronel Luis E. Agudelo e do Major José Figueroa Paz invadiram o Hotel Niza, apoderaram-se do quarto de López e entregaram-lhe um documento declarando sua renúncia em favor do Coronel Diógenes Gil. Permitiram-lhe, porém, tomar banho e um desjejum.
Foi neutralizado e colocado à disposição dos soldados de Agudelo e Figueroa, membros da VII Brigada. Gil também pretendia ser nomeado Ministro da Guerra, para ter o apoio dos seus subordinados a nível nacional. As tropas eram apoiadas por homens nas remotas cidades de Bucaramanga e Ibagué.
Pela manhã, López foi transferido para uma fazenda no município vizinho de Consacá, onde os proprietários, a família Bucheli, o resguardaram até que o caos cessou.
A notícia da insurreição chegou rapidamente a Bogotá e o Congresso da República nomeou Darío Echandía, que declarou a perturbação da ordem institucional. O ministro do governo de López e segundo no comando, Alberto Lleras Camargo, usou a Rádio Difusora Nacional para espalhar uma mensagem de unidade que impulsionou a imagem decadente de López. Também serviu para alinhar todos os setores do país, incluindo o exército nacional.
Os militares, que a princípio estavam unidos sob o mesmo comando, se dividiram e, esgotada a conspiração, libertaram López, que chegou a Ipiales no dia 11 e regressou a Bogotá no dia 12, onde retomou o poder e se pronunciou sobre os fatos.

## Consequências
Alfonso López percebeu a fragilidade de seu governo e começou a expulsar seus detratores.
O Coronel Diógenes Gil se entregou e foi encaminhado à prisão. O manejo bem-sucedido que Lleras Camargo deu à situação permitiu que ele emergisse como uma figura influente no governo, o que lhe possibilitou se tornar um candidato presidencial após a renúncia definitiva de López em 1945.
As tropas que participaram do golpe foram submetidas à corte marcial.